# 弗麗達·卡爾松

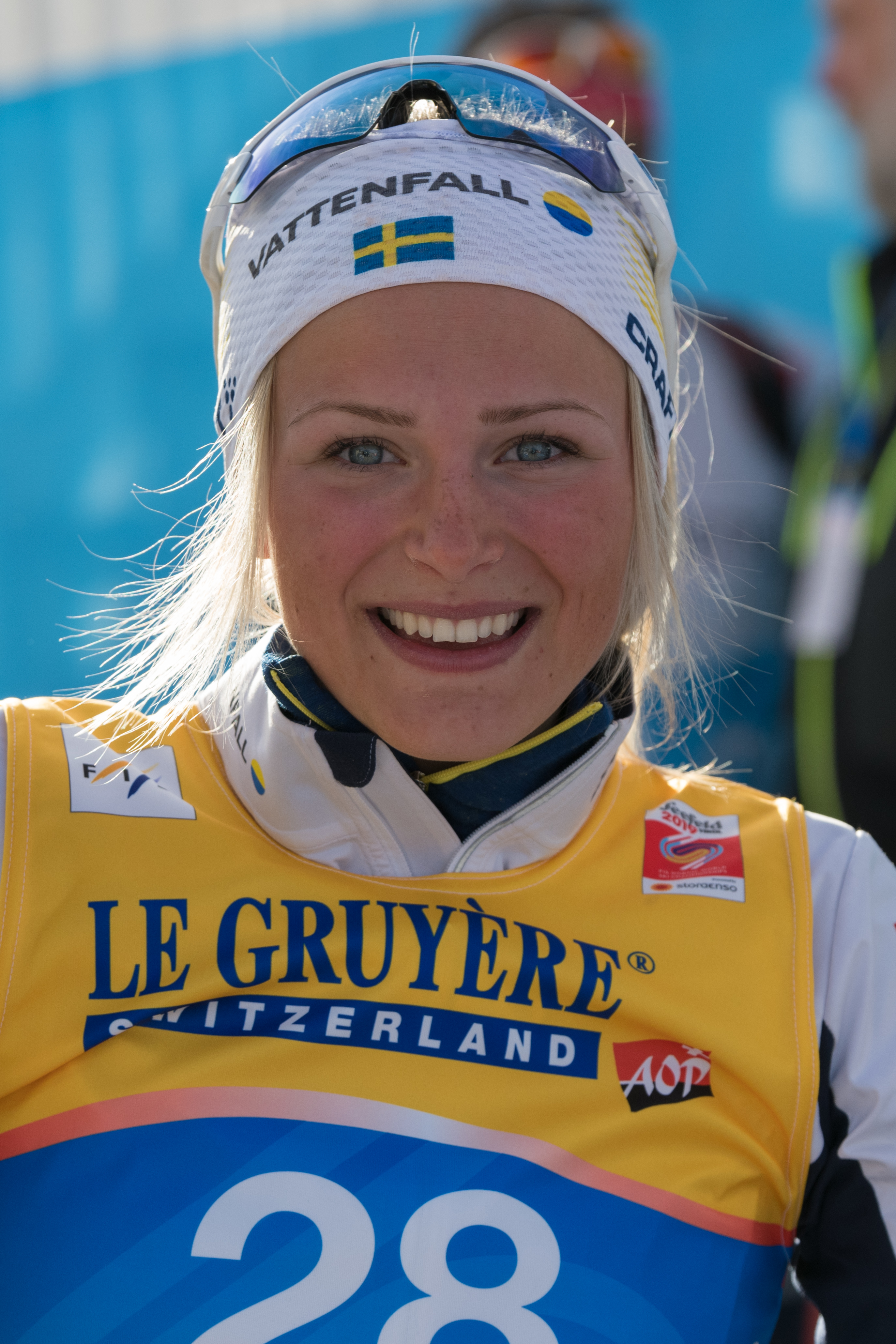
弗丽达·卡尔松，2019年

弗麗達·卡爾松（瑞典語：Frida Karlsson，1999年8月10日—），瑞典越野滑雪運動員，她代表瑞典隊參加了中國舉行的2022年冬季奧林匹克運動會，並且在女子4×5公里接力比賽上獲得銅牌。